# HK Poprad

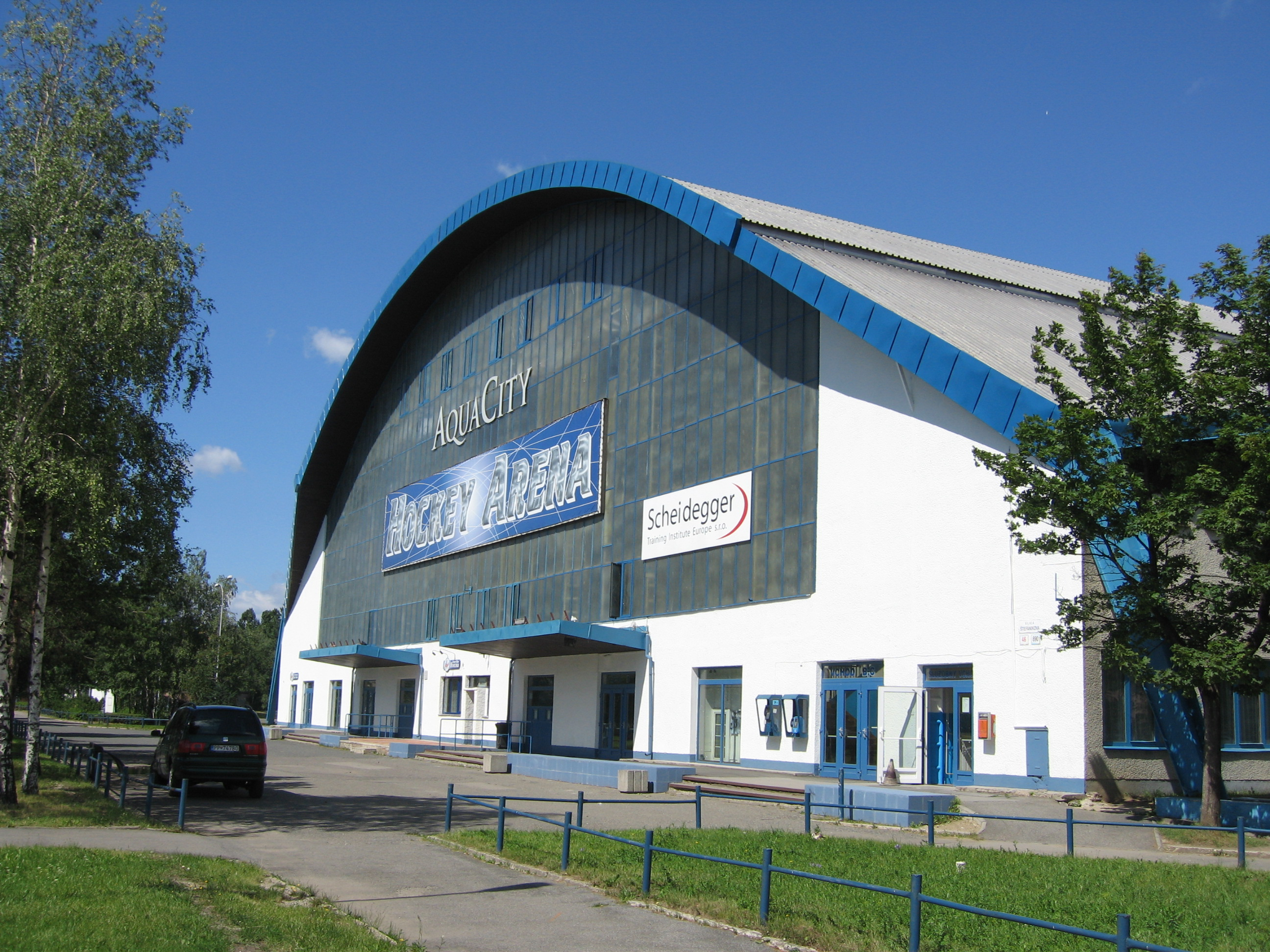
Lodowisko klubu

HK Poprad – słowacki klub hokejowy z siedzibą w Popradzie.

## Dotychczasowe nazwy
- Karpathenverein Poprad (1930−1931)
- HC Poprad (1931−1935)
- HC Tatry (1935−1939)
- HC Tatry Poprad (1939 - 1948)
- Sokol Tatry Poprad (1948 - 1950)
- Sokol Tatranské píly Poprad (1950 - 1952)
- TJ Tatran Tatranské píly Poprad (1952−1956)
- TJ Lokomotíva Poprad (1956 - 1959)
- TJ Lokomotíva Vagónka Poprad (1959 - 1964)
- TJ Lokomotíva Vagónka Stavbár Poprad (1964 - 1975)
- TJ Lokomotíva Stavbár Poprad (1957 - 1978)
- TJ Pozemné stavby Poprad (1978 - 1989)
- TJ Červená hviezda Pozemné stavby Poprad (1989 - 1990)
- TJ Športový klub polície (ŠKP) Pozemné stavby (PS) Poprad (1990 - 1993)
- HC ŠKP PS Poprad (1993 − 1997)
- HC ŠKP Poprad (1997 − 2001)
- HK ŠKP Poprad (2001 − 2004)
- HK ŠKP Tatravagónka Poprad (2004 − 2006)
- HK Aquacity ŠKP Poprad (2006-2009)
- HK Poprad (2009-2011)
- HK AutoFinance Poprad (2011 − 2013)
- HK Poprad (od 2013)

## Sukcesy
- Srebrny medal mistrzostw Słowacji (3 razy): 2006, 2011, 2021
- Brązowy medal mistrzostw Słowacji (2 razy): 1997, 1998
- Puchar Tatrzański (15 razy): 1935, 1936, 1937, 1938, 1939, 1940, 1942, 1943, 1947 (jako HC Tatry), 1995, 2000, 2001, 2005, 2012, 2014